# Thomas Weston
Thomas Douglas Wynn Weston (* Januar 1885 in Paddington; † 21. Mai 1958 in Johannesburg, Südafrika) war ein britischer Motorbootfahrer.
Bei den Olympischen Spielen 1908 in London nahm Weston gemeinsam mit Warwick Wright auf der Sea Dog am ersten olympischen Motorbootsport-Wettkampf in der C-Klasse teil, die über 40 Seemeilen führte. Von sechs Booten, die in einer der drei Klassen an den Start gingen, nahm neben der Sea Dog trotz vierer Meldungen nur noch ein weiteres in der C-Klasse teil, die Gyrinus von Thomas Thornycroft sowie den Besatzungsmitgliedern Bernard Redwood und John Field-Richards.
Die Boote durften in dieser Klasse nur sieben Meter lang sein und maximal 800 Kilogramm wiegen. Die Gyrinus, Wettkampfsieger des Vortages, sah zunächst nicht überlegen aus, doch weil der Motor der Sea Dog heißgelaufen war, musste diese aufgeben. Sie konnten den Doppeltriumph der Gyrinus nicht verhindern, welche in der C-Klasse nach 2 Stunden 28 Minuten 26 Sekunden ins Ziel kam. In beiden anderen Klassen gingen Warwick und Weston nicht an den Start.
Motorbootsport wurde nach 1908 nie wieder olympisch, sodass Thomas Weston bis heute einer der wahrscheinlich nur 13 Motorbootsportler bleibt, die an Olympischen Spielen teilnahmen.